# Sarmiza Bilcescu
Sarmiza Bilcescu-Alimănişteanu (Bucarest, 27 aprile 1867 – Bucarest, 26 agosto 1935) è stata un'avvocata e attivista rumena.
Fu la prima donna laureata in diritto presso l'Università Paris 1 Panthéon-Sorbonne e la prima donna in Francia a conseguire un dottorato di diritto, con una tesi dal titolo Sulla natura giuridica della madre, mostrando tutte le contraddizioni e la mancanza di diritti delle donne e, in particolare, delle madri.

## Biografia
Proveniente da una famiglia strettamente imparentata a quella di Ion Brătianu, Sarmiza partì per la Francia con sua madre, la quale si definiva una femminista.
Dopo essersi iscritta all'università nel 1884, Bilcescu ricevette una cattiva accoglienza presso la facoltà. A tal proposito lamentò il fatto che, dopo essere stata finalmente accettata, al portiere non fu permesso di entrare nella sala dell'università. Sentendosi offesa, dichiarò che tale comportamento contraddiceva il motto Liberté, égalité, fraternité presente sopra il cancello.  Tuttavia, dopo aver completato il suo primo anno di studi, Colmet De Santerre si rivolse al corpo studentesco menzionando l’implacabilità di Bilcescu al di là di ogni lode e condotta esemplare, ringraziando gli studenti di sesso maschile per averla accolta come una sorella.
Ricevette l'abilitazione nel 1887. Nel 1890, quando il 71% delle studentesse in Francia era di origine straniera,  Bilcescu fu anche una delle prime donne europee ad ottenere un dottorato in giurisprudenza, dopo Marie Popelin nel 1888. La sua tesi si intitolava De la condition légale de la mère (Sulla condizione giuridica della madre).
Nel 1891 fu ammessa con tutti gli onori alla avvocatura del distretto di Ilfov (che, a quel tempo, comprendeva anche Bucarest), presieduta dal noto giurista e politico Take Ionescu. Tale evento non ebbe precedenti nella maggior parte dei paesi europei. La misura fu accolta in particolare dall'avvocato belga Louis Franck, che la considerò una grande innovazione.
Sarmiza Bilcescu sposò Constantin Alimănişteanu sei anni dopo essere stata ammessa all'albo degli avvocati, e successivamente si ritirò dalla sua professione, rimanendo attiva nei circoli femministi e fondando la Societatea Domnişoarelor Române (Società delle giovani donne rumene). Insieme ad Ana Haret, Sabina Cantacuzino e Maria Filipescu, creò un comitato presieduto dalla regina Maria che nel 1915 manifestò senza successo a favore dell'offerta di istruzione supplementare alle donne a cui era negato l'accesso all'apprendimento superiore.